# Маунт-Морріс (Вісконсин)
Маунт-Морріс (англ. Mount Morris) — місто (англ. town) в США, в окрузі Вошара штату Вісконсин. Населення — 1096 осіб (2020).

## Демографія
Згідно з переписом 2010 року, у місті мешкало 1097 осіб у 508 домогосподарствах у складі 354 родин. Було 1058 помешкань
Расовий склад населення:
| - 98,0 % — білих - 0,4 % — азіатів - 0,2 % — корінних американців - 0,1 % — вихідців з тихоокеанських островів - 0,1 % — чорних або афроамериканців |

До двох чи більше рас належало 1,0 %. Частка іспаномовних становила 1,5 % від усіх жителів.
За віковим діапазоном населення розподілялося таким чином: 13,9 % — особи молодші 18 років, 58,0 % — особи у віці 18—64 років, 28,1 % — особи у віці 65 років та старші. Медіана віку мешканця становила 54,0 року. На 100 осіб жіночої статі у місті припадало 108,6 чоловіків;  на 100 жінок у віці від 18 років та старших — 105,7 чоловіків також старших 18 років.
Середній дохід на одне домашнє господарство  становив 100 042 долари США (медіана — 54 792), а середній дохід на одну сім'ю — 97 600 доларів (медіана — 67 917). Медіана доходів становила 46 250 доларів для чоловіків та 42 917 доларів для жінок. За межею бідності перебувало 6,8 % осіб, у тому числі 15,8 % дітей у віці до 18 років та 3,8 % осіб у віці 65 років та старших.
Цивільне працевлаштоване населення становило 413 осіб. Основні галузі зайнятості: освіта, охорона здоров'я та соціальна допомога — 25,7 %, виробництво — 15,0 %, будівництво — 9,0 %, роздрібна торгівля — 8,2 %.